# Susanne Kraus-Winkler
Susanne Kraus-Winkler (* 26. April 1955 in Wien) ist eine österreichische Wirtschaftskammerfunktionärin und seit 2022 Politikerin der Österreichischen Volkspartei (ÖVP). Ab dem 11. Mai 2022 war sie Staatssekretärin in der Bundesregierung Nehammer.

## Leben
Die Familie von Susanne Kraus-Winkler betrieb seit mehreren Generationen im Marchfeld Gastronomie-, Landwirtschafts- und Hotelleriebetriebe. Sie besuchte das neusprachliche Gymnasium St. Ursula in Wien und studierte ab 1974 Betriebswirtschaft an der Wirtschaftsuniversität Wien. Das Studium schloss sie 1983 als Magistra ab.
Sie arbeitete im elterlichen Betrieb in Großenzersdorf mit, später übernahm sie selbst die Leitung des Hotel und Restaurant am Sachsengang. Ab 1999 war sie Geschäftsführerin des Hotels City Club Vienna in Vösendorf. Sie ist Mitgründerin des Kohl & Partner Wien Tourismusberatungsunternehmens, sowie der Loisium Hotels mit Standorten in Langenlois, Ehrenhausen und Champagne. Über ihre Holding GmbH ist sie an der Harry's-Home-Hotel-Gruppe beteiligt, wo sie bis Mai 2022 als Aufsichtsratsvorsitzende fungierte.
Als langjährige Expertin im österreichischen Tourismus hatte sie zahlreiche Funktionen in touristischen Fachvertretungen in Österreich. Ab Mitte der 1990er Jahre war sie als Fachgruppenobfrau der Hotellerie in der Wirtschaftskammer Niederösterreich und später bis Mai 2022 als Obfrau des Fachverbands Hotellerie in der Wirtschaftskammer Österreich für die Fachvertretung von rund 16.000 Hotelbetrieben zuständig, nachdem sie zuvor einige Jahre als Stellvertreterin amtierte.
Von 1997 bis 2011 fungierte Kraus-Winkler als fachkundige Laienrichterin beim Arbeits- und Sozialgericht in Korneuburg. Sie ist Vortragende bei nationalen und internationalen Kongressen und war von 2004 bis 2022 Gastlektorin im Real Estate Masterlehrgang der Donauuniversität. Als Gastprofessorin war sie von 2002 bis 2007 an der Universität Klagenfurt im Bereich Tourismusmanagement aktiv.
Zwischen 2013 und 2018 war Kraus-Winkler zusätzlich als Gesellschafterin und Senior Partner bei Kohl & Partner Wien GmbH sowie bei MRP Hotels GmbH in der Tourismusberatung tätig. Sie repräsentierte von 2015 bis 2018 als Präsidentin der HOTREC – Hotels, Restaurants & Cafés in Europa, dem Europäischen Dachverband der Hotellerie und Gastronomie in Brüssel, die Branche auf EU-Ebene. Davor war sie mehrere Perioden im Vorstand der HOTREC tätig.
2016 wurde ihr das Große Ehrenzeichen für Verdienste um das Bundesland Niederösterreich von Landeshauptmann Erwin Pröll verliehen.
Am 11. Mai 2022 wurde Susanne Kraus-Winkler von Bundespräsident Alexander Van der Bellen als Staatssekretärin im Bundesministerium für Arbeit und Wirtschaft angelobt. Als Obmann im WKÖ-Fachverband Hotellerie folgte ihr im Mai 2022 Johann Spreitzhofer nach. Mit 12. Mai 2022 wurden sämtliche Geschäftsführungen bzw. Aufsichtsratspositionen zurückgelegt. Im Juni 2025 wurde sie als Nachfolgerin von Robert Seeber zur Obfrau der Bundessparte Tourismus und Freizeitwirtschaft in der Wirtschaftskammer gewählt.
Kraus-Winkler ist verheiratet, Mutter zweier Kinder und Mitglied im Wirtschaftsbund.

## Ehrungen und Auszeichnungen
- 2016: Großes Ehrenzeichen für Verdienste um das Bundesland Niederösterreich
- 2025: Großes Silbernes Ehrenzeichen am Bande für Verdienste um die Republik Österreich[10][11]